# 宮廻正明
宮廻 正明（みやさこ まさあき、1951年1月24日 - ）は、日本画家。

## 経歴
島根県松江市生まれ。島根県立松江南高等学校を経て、1975年、東京芸術大学美術学部デザイン科入学。大藪雅孝に師事し、1979年に同大学を卒業。1981年、同大学院修士課程修了、東京芸術大学大学院美術研究科保存修復技術研究室非常勤助手となり平山郁夫に師事。1986年、同非常勤講師。1995年、東京芸術大学大学院美術研究科文化財保存学日本画助教授。2000年、同教授。2009年、東京芸術大学学長特命社会連携センター長。2018年、東京芸術大学を定年退職し、同名誉教授。
1984年、日本美術院院友。1995年、日本美術院同人。2006年、日本美術院評議員。
日本美術院同人・常務理事。公益財団法人文化財保護・芸術研究助成財団理事長。足立美術館評議委員長。山種美術館理事。
2020年7月17日から、そごう美術館（横浜市西区）で開催される、第75回春の院展に出品される作品「銀河鉄道」について、7月16日にSNS上でロックバンド『ソウル・フラワー・ユニオン』の、CDジャケットに使われた写真に似ているとの指摘があった。そのため日本美術院は作品を初日の17日に撤去した上、倫理委員会を設置し調査した。その結果、道義上の責任は看過できないとし、「公益財団法人日本美術院同人倫理規則」に抵触すると判断。7月18日に臨時理事会を開き、同日付で宮廻正明に対して役員の辞任勧告、及び今後1年以上の間、謹慎処分（出品及び同人としての審査資格の停止）を下した。